# Октавия (трагедия)
«Окта́вия» (лат. Octavia) — трагедия, написанная в I веке на латинском языке и традиционно приписываемая Сенеке.

## Сюжет
Действие трагедии разворачивается в 62 году н. э. на протяжении трёх дней, в течение которых император Нерон разводится со своей женой Клавдией Октавией и женится на Поппее Сабине. Подверженный вспышкам гнева, Нерон не желает следовать советам своего наставника Сенеки, который призывает императора умерять страсти. Трагедия заканчивается ссылкой Октавии.

## Вопрос об авторстве
Современная наука в целом отвергает атрибуцию трагедии Сенеке Младшему и полагает, что «Октавия» была написана уже во времена династии Флавиев, после смерти Нерона и Сенеки. Считается[кем?] едва ли возможным, чтобы Сенека написал столь критическое по отношению к власти произведение; впрочем, в безусловно принадлежащем ему трактате «О гневе» (De Ira) содержатся наставления правителям, тоже политически небезопасные.

## Переводы на русский язык
Первый полный перевод трагедии на русский язык был выполнен С. М. Соловьёвым и увидел свет в 1933 г. Кроме того, «Октавию» переводили С. А. Ошеров и В. В. Державин.
Основные издания на русском языке
- Перевод В. В. Державина (фрагменты) // Античная литература: Хрестоматия. — 2-е изд. — К., 1968. — С. 523—529.
- Перевод С. А. Ошерова // Античная драма. — М., 1970. — С. 707—740. — (Библиотека всемирной литературы).
- Перевод С. А. Ошерова // Сенека. Трагедии. — М., 1983. — С. 293—320. — (Литературные памятники).
- Перевод С. М. Соловьёва (фрагменты) // Сенека. Трагедии. — М., 1983. — С. 341—348. — (Литературные памятники).